# Horror Business
Horror Business è il secondo EP da 7 pollici, nonché la terza pubblicazione, del gruppo punk rock Misfits. Venduto a partire dal 26 giugno 1979 dalla Plan 9 Records, con il numero di catalogo PL1009.
La copertina per Horror Business include la prima apparizione del Crimson Ghost, tratto dal serial del 1946 The Crimson Ghost, che diventerà da allora la mascotte del gruppo.
Questi brani sono stati registrati tra il 26 gennaio ed il 5 febbraio 1979, nonostante i Misfits si fossero impegnati a registrare il 28 febbraio un EP da 12 pollici per la C.I. Recording a New York, Who Killed Marilyn?, programmato per includere 5 canzoni. Ciononostante, l'EP fu pubblicato, mentre le rimanenti due canzoni, che avrebbero dovuto far parte di Who Killed Marylin?, rimasero inedite fino alla pubblicazione di Legacy of Brutality nel 1985.
"Horror Business" e "Teenagers from Mars" furono più tardi pubblicate nell'EP del 1980 Beware e su Collection I del 1986; "Children in Heat" fu incluso su Collection II (1995); tutte e tre sul Box Set (1996).

## Storia delle incisioni
- Prima incisione -  25 copie su vinile nero (venduti per oltre 1500$ l'uno)
- Seconda incisione - 2000 copie su vinile giallo (20 dei quali inavvertitamente con un doppio lato A)

## Tracce
Tutte le canzoni di Glenn Danzig.
Lato A
1. Horror Business – 2:42

Lato B
1. Teenagers From Mars – 2:41
2. Children In Heat – 2:05

## Formazione
- Glenn Danzig – voce, chitarra
- Joey Image – batteria
- Jerry Only – basso, voce secondaria
- Bobby Steele – chitarra, voce secondaria
- Dave Achelis – audio engineer